# Dobry piesek
Dobry piesek (ang. Good Boy!, 2003) – amerykański film familijny/komediowy. Film wyprodukowała wytwórnia Metro-Goldwyn-Mayer, a scenariusz filmu oparto na opowiadaniu Zeke’a Richardsona.

## Obsada
- Liam Aiken – Owen Baker
- Molly Shannon – Pani Baker
- Kevin Nealon – Pan Baker
- Brittany Moldowan – Connie Fleming
- Matthew Broderick – Hubble
- Delta Burke – Barbara Ann
- Donald Faison – Wilson
- Cheech Marin – Pachołek
- Brittany Murphy – Nelly
- Vanessa Redgrave – Psia Mość
- Carl Reiner – Shep

i inni

## Wersja polska
Opracowanie i udźwiękowienie wersji polskiej: Studio Sonica

Reżyseria: Agnieszka Matysiak

Dialogi polskie: Dariusz Dunowski

Dźwięk i montaż: Zdzisław Zieliński

Kierownictwo Produkcji: Elżbieta Kręciejewska

Wystąpili:
- Franciszek Przybylski – Owen
- Maciej Stuhr – Ciapek
- Agnieszka Matysiak – Mama
- Krzysztof Stelmaszyk – Tata
- Anna Apostolakis – Balbina
- Izabela Dąbrowska – Isia
- Arkadiusz Jakubik – Flap
- Wojciech Paszkowski – Baniak
- Sonia Szafrańska – Connie
- Grzegorz Kurc – Fred
- Wiesław Machowski – Pan Leone
- Jarosław Boberek – Bob
- Mariusz Oborski – Franky
- Miriam Aleksandrowicz – Psia Mość

i inni